# Ernie Maresca
Ernie Maresca, né Ernest Peter Maresca (21 août 1938 - 8 juillet 2015), est un auteur, chanteur et producteur italo-américain, notamment connu pour avoir participé à l'écriture des 2 plus grands succès de Dion DiMucci (Runaround Sue et The Wanderer) ainsi que pour être l'interprète original de Shout! Shout! (Knock Yourself Out), repris en France par Les Chaussettes Noires en 1962 puis par Les Forbans en 1982 sous le titre Chante.

## Biographie
Maresca nait dans le Bronx à New York. Durant son adolescence, il écoute les Mills Brothers et les Hilltoppers (en) et découvre le genre rock'n roll avec Alan Freed.
Il commence sa carrière de chanteur en 1957 en formant le groupe de doo-woop The Montarays avec qui il enregistre plusieurs démos pour des labels locaux. Signés par Seville Records, ils changent de nom pour s'appeler The Desires mais ne rencontrent aucun succès : Maresca choisit de quitter le groupe.
En 1958, il enregistre une démo du titre No One Knows qu'il glisse dans le jukebox d'une salle de billards du New Jersey. Le chanteur Dion, voisin de la salle, lance le morceau et cherche à connaitre son chanteur. Mis en contact, Dion lui propose de rencontrer Gene Schwartz chez Laurie Records. Schwartz aime la chanson mais veut modifier les paroles, trop explicites pour l'époque ("On Garden Street where I come from, all the girls are a bunch of bums. We take 'em to the park each night, and da-da-da under the pale moonlight"). Dion and the Belmonts enregistre le titre, sorti en face B de I Can't Go On (Rosalie), une reprise de Fats Domino. C'est toutefois No One Knows qui atteint le meilleur classement avec une 19e place au Billboard.
Ce titre marque le début de la collaboration entre Maresca et Dion, pour qui il écrira notamment Runaround Sue, The Wanderer ou encore Lovers Who Wander (en) entre 1961 et 1962, tous classés au Billboard. Maresca se concentre sur sa carrière d'auteur : il crée de très nombreuses démos chez Associated Studios et Allegro Studios à Broadway, propriétés de Laurie Records.
Entretemps, dès 1959, le groupe The Desires s'est reformé et se nomme à présent The Regents. En 1961, Maresca leur écrit le titre Runaround qui atteint la 28e place au Billboard.
Bien que ne se considérant pas comme un bon chanteur, il se voit offrir un contrat avec Seville Records la même année. Il co-écrit alors son seul succès commercial en tant qu'interprète : Shout! Shout! (Knock Yourself Out). Ses tentatives ultérieures resteront vaines : la 6e place du Billboard que lui a permis d'atteindre son premier titre ne sera jamais approchée, ses nouveaux titres étant souvent considérés comme trop inspirés de ses succès précédents.
Il rencontre sa femme Paula dans un bar du Bronx. Plusieurs amis-chanteurs interprèteront des chansons lors de son mariage, notamment Sal Corrente et Pauly Teardrop.
Il chante avec les Belmonts, dans lequel il adopte le nom de Artie Chicago. En 1968, il reprend le nom Artie Chicago (From the Bronx) pour la sortie d'un vinyl chez Laurie Records.
Ayant quitté Seville en 1965, il devient chef du département publicitaire de Laurie Records dans les années 1970.
En 1992, il vend le catalogue de Laurie à Capitol Records. Dans les années 2000, il est consultant chez EMI tout en restant administrateur chez Laurie.
Le 8 juillet 2015, Ernie Maresca meurt d'une brève maladie chez lui à Pompano Beach en Floride à l'âge de 76 ans. Il est incinéré et ses cendres sont remises à son épouse Paula.
Durant sa carrière, il aura introduit 14 titres dans le Billboard 100 dont 5 atteindront le top 10. Seul le titre Runaround Sue obtiendra la plus haute position du classement.

## Principales compositions
- Dion : Runaround Sue (co-écrit avec Dion), The Wanderer, Donna the Prima Donna (en)(co-écrit avec Dion)
- Dion and the Belmonts : No One Knows (en) (co-écrit avec Ken Hecht)
- The Belmonts : Come On Little Angel (co-écrit avec Thomas Bogdany)
- The Regents : Runaround
- Dean & Jean : Seven Day Wonder, Hey Dean, Hey Jean
- Bernadette Carroll : Party Girl (co-écrit avec Louis Zerato)
- Jimmie Rodgers : Child of Clay (co-écrit avec Jimmy Curtiss)
- Reparata and the Delrons (en) : Whenever A Teenage Cries
- pour lui-même : Shout! Shout! (Knock Yourself Out) (co-écrit avec Thomas Bogdany)

Il écrit également pour
- The Del-Satins (en)
- Nino and the Ebb Tides (en)
- The Five Discs (en)
- The Camelots (en)

Une compilation parue en 2000 chez Ace Records reprend ses principaux titres, tant chantés qu'écrits.